# ビアンツォーネ
ビアンツォーネ（伊: Bianzone）は、イタリア共和国ロンバルディア州ソンドリオ県にある、人口約1,300人の基礎自治体（コムーネ）。

## 地理

### 位置・広がり
ソンドリオ県中部に位置する。ティラーノから南西へ6km、県都ソンドリオから東へ18km、州都ミラノから北東へ108kmの距離にある。

#### 隣接コムーネ
隣接するコムーネは以下の通り。CHはスイス領で、CH-GRはグラウビュンデン州所属を示す。
- ブルジオ（英語版） (CH-GR)
- テーリオ
- ヴィッラ・ディ・ティラーノ

### 地勢・地形
- 河川：アッダ川

### 地震分類
イタリアの地震リスク階級 (it) では、3 に分類される
。

## 行政

### 山岳部共同体
広域行政組織である山岳部共同体「ヴァルテッリーナ・ディ・ティラーノ山岳部共同体」 (it:Comunità montana della Valtellina di Tirano) （事務所所在地: ティラーノ）を構成するコムーネの一つである。

### 分離集落
ビアンツォーネには、以下の分離集落（フラツィオーネ）がある。
- Bratta, Campei, Campione, Nemina, Piazzeda